# Кулачное право
Кулачное право (нем. Faustrecht) — решение споров силой оружия.
Эта форма решения споров своими силами, не прибегая к помощи государственных органов, была широко распространена, особенно в Германии в XI—XIII веках.
В современных правовых системах применение кулачного права запрещено. Единственное исключение — самооборона.